# Меланорозавриды
Меланорозаври́ды (лат. Melanorosauridae) — семейство динозавров подотряда зауроподоморфов, живших в позднем триасе — ранней юре. Название «меланорозавриды» придумал немецкий палеонтолог Фридрих фон Хюне в 1929 году. Хюне причислил несколько семейств динозавров к инфраотряду прозавропод: анхизаврид, платеозаврид, текодонтозаврид и меланорозаврид. С тех пор эти семейства претерпели существенные изменения. Галтон и Апчёрч (2004) причислили к этому семейству меланорозавра, лессемзавра и камелотию. Более позднее исследование, сделанное Йейтсом в 2007 году, помещает меланорозаврид на место ранних завропод. Два рода из семейства риохазаврид — риохазавр и эукнемезавр — были также причислены к меланорозавридам, что сделало бы таксон Риохазавриды невалидным.